# Regiunea Mwanza
Mwanza este o regiune a Tanzaniei a cărei capitală este Mwanza. Are o populație de 3.169.000 locuitori și o suprafață de 20.000 km2.

## Subdiviziuni
Această regiune este divizată în 8 districte:
- Geita
- Ilemela
- Kwimba
- Magu
- Misungwi
- Nyamagana
- Sengerema
- Ukerewe